# Empis saltans
Empis saltans är en tvåvingeart som beskrevs av Engel 1946. Empis saltans ingår i släktet Empis och familjen dansflugor. Inga underarter finns listade i Catalogue of Life.